# لیکوهای پرسروصدا
لیکوهای پرسروصدا (نام علمی: Argya)، یک سرده از پرندگان گنجشک‌سان از خانواده توکایان خندان است. این گونه‌ها در سراسر آفریقا و جنوب آسیا پراکنش دارند و معمولاً پرندگان نسبتاً بزرگ و دم‌درازی هستند که در گروه‌های پرسروصدا غذا می‌خورند. اعضای این سرده در گذشته در دو سردهٔ لیکوهای توکانما و Garrulax قرار داشتند.

## آرایه‌شناسی
بیشتر گونه‌هایی که اکنون در سردهٔ Argya جای می‌گیرند، در گذشته به سرده لیکوهای توکانما اختصاص داشتند. پس از انتشار یک مطالعه دربارهٔ تبارزایی مولکولی در سال ۲۰۱۸، Turdoides تقسیم شد و برخی گونه‌ها به سردهٔ بازسازی‌شده Argya که در سال ۱۸۳۱ توسط طبیعت‌شناس فرانسوی رنه لسون ساخته شده بود، منتقل شدند. این نام از واژهٔ لاتین argutus به معنای «پرسروصدا» (به معنی بحث‌انگیز همانند واژهٔ انگلیسی argue) گرفته شده‌است. لسون یک گونه نماد را مشخص نکرد، اما در سال ۱۸۵۵ توسط جانورشناس انگلیسی جورج رابرت گری، این جانور به‌عنوان لیکوی عربی (Argya sqamiceps) تعیین شد.
این سرده دارای ۱۶ گونه است.